# 카를로 비아지
카를로 비아지(이탈리아어: Carlo Biagi ˈkarlo ˈbjaːdʒi[*]; 1914년 4월 20일, 토스카나 주 비아레조 ~ 1986년 4월 16일, 롬바르디아 주 밀라노)는 이탈리아의 축구 선수로, 현역 시절 미드필더로 활약했다.

## 경력
비아지는 현역 시절 주로, 피사에서 활약했다. 비아지는 1936년 하계 올림픽에 이탈리아 축구 선수단 일원으로 참가하여 금메달을 목에 걸었다.

## 수상

### 국가대표팀
이탈리아
- 올림픽 금메달: 1936